# Lukas Gage
Lukas Gage, född 28 maj 1995 i San Diego, är en amerikansk skådespelare.
Gage har bland annat medverkat i filmerna Smile 2 och Road House. Han har även medverkat i TV-serien The White Lotus.

## Filmografi (i urval)
- 2021 – The White Lotus (TV-serie)
- 2022 – Moonshot
- 2024 – Dead Boy Detectives (TV-serie)
- 2024 – Road House
- 2024 – Smile 2
- 2025 – Companion
- 2026 – Sommarmöten